# 臨時教育委員会
臨時教育委員会（りんじきょういくいいんかい）は、1919年に公布された臨時教育委員会官制 （大正8年5月23日勅令第238号）に基づき文部省に設置され、文部大臣の監督のもとその諮詢に応じて教育に関する重要事項を調査審議することを所掌事務とした諮問機関。臨時教育会議から出された答申の実行策を審議するため設置された。1921年7月に廃止。
高等教育諸学校の創設・拡張計画、私立大学設置認可などの諮問について審議を行った。

## 諮詢・答申内容

### 1919年度
1919年度は次の5件が諮詢され、1919年6月12日に第1回総会を開き、その後第13回総会まで開催され審議された。
1. 学位令案 ⇒ 提案の外に2項目を加えて可決。
2. 大学令ニ依リ大阪医科大学設立認可ノ件 ⇒ 提案どおり可決。
3. 高等諸学校創設及拡張計画修正案 ⇒提案の外に希望事項3項目を加えて可決。
4. 大学令ニ依リ慶應義塾大学及早稲田大学設立認可ノ件 ⇒ 提案どおり可決。
5. 大学令ニ依リ明治大学、同志社大学、中央大学、法政大学、日本大学、國學院大學設立認可ノ件 ⇒ 継続審議

### 1920年度
1920年度は次の2件が審議された。
5. 大学令ニ依リ明治大学、同志社大学、中央大学、法政大学、日本大学、國學院大學設立認可ノ件 ⇒ 1920年4月1日の総会で提案のとおり可決。
6. 愛知県ニ於テ大学令ニ依リ愛知医科大学設立認可ノ件 ⇒ 1920年5月29日の総会で提案のとおり可決。

## 構成委員等
※1919年5月23日任命
- 会長　久保田譲
- 副会長　一木喜徳郎
- 委員

- 山川健次郎
- 江木千之
- 高木兼寛
- 神野勝之助
- 小橋一太

- 嘉納治五郎
- 水野直
- 水野錬太郎
- 大津淳一郎
- 澤柳政太郎

- 関直彦
- 鎌田栄吉
- 三土忠造
- 金杉英五郎
- 平沼淑郎

- 幹事
  - 武部欽一、下村寿一、関屋龍吉

### 委員の交代
- 水野錬太郎 → 岡野敬次郎 （1919.10.22[7]）
- 水野直 → 木場貞長 （1919.11.12[8]）